# 홍주현 (1985년)
홍주현(洪周賢, 1985년 2월 25일 ~)은 대한민국의 보험 컨설턴트이다. KB손해보험 Hong(홍) 대리점 대표로 2300여 명의 고객을 관리하는 대한민국 상위 1% 종합금융컨설턴트다.

## 수상
- KB손해보험 23년 인보험(무해지) 판매 전국 1위
- KB손해보험 연도대상 8년 연속 수상 (2016년~2023년)
- 손해보험협회 우수인증 9년 연속 수상 (2015년~2023년)
- 손해보험협회 블루리본 대리점 2019년 수상
- 중앙대학교 경영전문대학원 수석졸업자상

## 경력
- 2017.4~ KB손해보험 Hong대리점 대표
- 2017 KB손해보험 KB-MBA 과정 수료
- 2017~2023 손해보험협회 손해보험 우수인증대리점
- 2019 손해보험협회 손해보험 블루리본 컨설턴트
- 2016~2017 중앙대학교 경영전문대학원 최고경영자과정 수료
- 2015~2016 손해보험협회 손해보험 우수인증설계사
- 2014.7 소상공인경영지원단(주) 소상공인 경영상담사 과정 수료
- 2011.3~2017.4 KB손해보험 (LIG 손해보험) 설계사